# Orinoko
Orinoko é um romance de aventura e viagens do escritor polonês Arkady Fiedler, ambientado na Venezuela do Século 18.
Orinoko conta a história do polonês John Bober entre os indígenas Arawak do rio Orinoco. O livro é dirigido principalmente ao público adolescente e é a segunda parte de uma trilogia, sendo a continuação do romance Ilha de Robinson (1954). As aventuras posteriores de alguns dos heróis do livro são descritas em outro romance do mesmo autor, Jaguar Branco (1980).
Orinoko foi publicado pela primeira vez em 1957 e tem 11 edições em polonês. 